# Левкади (дем Горуша)
Левкади или Виняни (на гръцки: Λευκάδι, Левкади; катаревуса: Λευκάδιον; до 1927 година: Βίνιανη, Виняни) е село в Егейска Македония, Република Гърция, дем Горуша (Войо), област Западна Македония.

## География
Селото е разположено на 860 m надморска височина, в областта Населица на 10-ина km западно от град Неаполи (Ляпчища) и на 6 km северозападно от Цотили в подножието на рид Левкади (Хотур).

## История

### В Османската империя
В края на ХІХ век Виняни е мюсюлманско гръкоезично село в Населишка каза на Османската империя. По данни на Васил Кънчов в 1900 година във Виняни живеят 100 гърци мохамедани.
На Етнографската карта на Битолския вилает на Картографския институт в София от 1901 година Виняно е чисто турско село в казата Населица на Серфидженския санджак със 17 къщи, същевременно Витан е чисто помашко (гръцко мохамеданско) село също в казата Населица с 13 къщи.
Според статистика на Серфидженския санджак на гръцкото консулство в Еласона от 1904 година във Виняни (Βίνιανι), Населишка каза, живеят 175 валахади.

### В Гърция
През Балканската война в 1912 година в селото влизат гръцки части и след Междусъюзническата в 1913 година Виняни остава в Гърция. През 1913 година при първото преброяване от новата власт в него са регистрирани 172 жители.
В средата на 20-те години част от жителите на селото са изселени в Турция по силата на Лозанския договор и на тяхно място са заселени понтийски гърци бежанци от Турция. В 1928 година селището е регистрирано като смесено от коренни местни жители и бежанци, като последните са 34 семейства или 114 души.
В 1927 година името на селото е сменено на Левкади.
Населението традиционно произвежда жито, картофи, тютюн и други земеделски продукти, като се занимава и със скотовъдство.
| Година    | 1913 | 1920 | 1928 | 1940 | 1951 | 1961 | 1971 | 1981 | 1991 | 2001 | 2011 | 2021 |
| --------- | ---- | ---- | ---- | ---- | ---- | ---- | ---- | ---- | ---- | ---- | ---- | ---- |
| Население | 172  | 208  | 122  | 233  | 166  | 153  | 73   | 58   | 34   | 26   | 22   | 9    |